# Дегу (род)
Де́гу, или восьмизу́бы, или куста́рниковые кры́сы (лат. Octodon), — род грызунов семейства восьмизубовых. Распространены в Южной Америке, преимущественно в Чилийских Андах.

## Классификация
База данных Американского общества маммологов (ASM Mammal Diversity Database) признаёт 5 видов дегу:
- Дегу Бриджеса (Octodon bridgesi) — центральный Чили;
- Дегу (Octodon degus) — центральный Чили;
- Лунозубый дегу (Octodon lunatus) — центральный Чили;
- Octodon pacificus — остров Моча (Чили);
- Octodon ricardojeda — запад Аргентины и восток Чили.